# Lasius grandis
Lasius grandis är en myrart som beskrevs av Auguste-Henri Forel 1909. Lasius grandis ingår i släktet Lasius och familjen myror. Inga underarter finns listade i Catalogue of Life.